# Steinschartenkopf
Der Steinschartenkopf ist als 2615 m hoher Felsgipfel Teil der Hochlichtgruppe in den Allgäuer Alpen. In den Allgäuer Alpen ist er der sechsthöchste Gipfel und befindet sich zwischen dem Wilden Mann im Norden und dem Hohen Licht im Süden. Über den Gipfel führt der vielbegangene Heilbronner Weg.

## Besteigung
Der Steinschartenkopf wird meist nur bei der Begehung des Heilbronner Wegs bestiegen. Als einzelnes Ziel ist er kaum von Interesse, auf dem Heilbronner Weg stellt er allerdings den höchsten Punkt des gesamten Steigverlaufs dar. Aus Richtung Rappenseehütte kommend führt die einzige Leiter des Höhenwegs zum Gipfel. Nach wenigen weiteren Metern führt eine Leiterbrücke zum Weg in Richtung Socktalscharte.